# Temps de céphaline activée
 (mars 2013).
Le temps de céphaline activée (TCA, ou APTT en anglais pour (activated) partial thromboplastin time) est un test semi-global de la coagulation sanguine, fait sur un prélèvement sanguin. Il s'agit de mesurer le temps de coagulation d'un plasma sanguin recalcifié en présence de céphaline (substitut plaquettaire) et d'un activateur particulier (silice, kaolin, acide ellagique...).
Il explore la voie dite intrinsèque de la coagulation (facteur VIII, facteur IX, facteur XI, facteur XII), la prékallicréine, le kininogène de haut poids moléculaire, et dans une moindre mesure le fibrinogène, facteur II, facteur V et facteur X.
Il fait partie, avec le taux de prothrombine et la numération des plaquettes, des trois tests principaux de détection d'une anomalie de la coagulation, faits à la demande avant une intervention chirurgicale par exemple. Il sert également pour s'assurer de la bonne efficacité d'un traitement anti-coagulant par héparine.
En anglais, le terme APTT (Activated Partial Thromboplastin Time) dérive du protocole de test initial décrit en 1953, où une concentration connue de phospholipides était rajoutée au mélange, permettant la coagulation du mélange sans toutefois diminuer le retard de coagulation du plasma chez les patients hémophiles. 

## Mesure du temps de céphaline activée
Il s'agit de mesurer le temps de coagulation d'un plasma sanguin recalcifié en présence de céphaline (ou phosphatidyléthanolamine, un phospholipide) et d'un activateur particulaire (silice, kaolin, acide ellagique...).
Le résultat est exprimé en secondes ou sous forme d'un {\displaystyle Ratio={\frac {TCA_{patient}}{TCA_{temoin}}}}
Le temps du témoin est déterminé en réalisant une moyenne d'une cinquantaine de patients normaux, ce temps pouvant varier d'un réactif à l'autre.
Il n'est pas nécessaire d'être à jeun pour le prélèvement sanguin. C'est un test de réalisation rapide et peut donc être réalisé en urgences : le délai d'obtention du résultat est inférieur à une heure.

### Différents temps de céphaline activée
Suivant l'activateur de la céphaline, le test sera plus ou moins sensible à telle ou telle anomalie. Par exemple, les temps de céphaline kaolin (TCK) sont plus sensibles aux déficits en facteurs et moins sensibles aux anticoagulants et inhibiteurs de la coagulation.

## Valeurs normales
Le TCA ratio normal varie entre 0,8 et 1,2. Le temps, mesuré en secondes, varie selon le réactif utilisé.
Les nouveau-nés présentent fréquemment, de façon physiologique (en raison de l'immaturité du foie), un allongement du TCA jusqu'à un ratio de 1,4 voire 1,5.
En cas de traitement par l'héparine, ce ratio doit être plus élevé (cible variable selon le but visée du traitement).

## Allongement du TCA
- Déficit en l'un des facteurs VIII, IX, XI, XII, en prékallicréine, kininogène de haut poids moléculaire, et dans une moindre mesure en facteurs II, V, X et fibrinogène.
- Présence d'un anticoagulant circulant de type lupique ou spécifique d'un facteur de la coagulation ;
- Traitement par héparine
- Hémofiltration  avec comme anticoagulant de l'héparine
- Insuffisance hépatocellulaire
- CIVD
- Carence en vitamine K ou traitement par anticoagulant oral.
- Syndrome des anti-phospholipides

## Traitement à l'héparine
Le traitement à l'héparine induit une augmentation du TCA. Selon l'objectif thérapeutique, les normes seront différentes. 